# Rudolf Käubler
Rudolf Käubler (* 10. Juli 1904 in Niederdorf, Amtshauptmannschaft Chemnitz; † 16. August 1989 in Halle (Saale)) war ein deutscher Geograph.

## Leben
Käubler, Sohn eines Bahnbeamten und einer Fabrikarbeiterin, besuchte die Volksschule im sächsischen Niederdorf und die Seminarvorschule in Stollberg/Erzgeb. Bis 1925 absolvierte der das dortige Lehrerseminar. Anschließend unterrichtete er ein Jahr als Lehrer in Niederdorf, nahm 1926 aber ein Studium der Geografie, Germanistik und Geschichte an der Universität Jena auf, später wechselte er nach Leipzig. 1931 legte er das Staatsexamen für das Höhere Lehramt ab. Als Assistent am Geographischen Institut der Universität Leipzig (1931–1945) wurde er 1935 mit einer Arbeit über Die ländlichen Siedelungen des Egerlandes promoviert, 1939 habilitierte er sich ebendort.
Zum 1. Januar 1933 trat er der NSDAP bei (Mitgliedsnummer 1.426.362) und wurde auch Mitglied im NSDDB sowie dem Verein für das Deutschtum im Ausland (VDA). Im Zweiten Weltkrieg diente er von 1941 bis 1944 als Oberzahlmeister in Heeresverpflegungsstellen der Wehrmacht und wurde dann zum Planungsamt des Reichsforschungsrates in Lindau bei Northeim dienstverpflichtet. Nach Ende des Krieges war er zunächst wieder an der Universität Leipzig tätig, wurde Ende 1945 aber entlassen und arbeitete bis 1948 als selbstständiger Wissenschaftler. Von 1949 bis 1951 war er Dozent an der Kreisvolkshochschule Stollberg. Parallel hatte er einen Forschungsauftrag an der Martin-Luther-Universität Halle-Wittenberg, wo er 1951 zum Dozenten ernannt wurde.
Ein Jahr später wurde er zum Professor mit Lehrauftrag für Physische Geographie und zum Direktor des Geographischen Seminars ernannt. 1955 erfolgte die Wahl von Käubler zum Dekan der mathematisch-naturwissenschaftlichen Fakultät, anschließend war er von 1958 bis 1962 Prodekan. Eine Gastprofessur führte ihn 1959 an die Universität Jena. Einen Monat vor seiner Emeritierung im September 1969 wurde er noch zum ordentlichen Professor ernannt. Zu seinen akademischen Schülern gehört Klaus Mylius, der sich jedoch nach seiner Promotion in Geographie der Indologe zuwandte. 
Käubler war Präsidialmitglied und Sekretär der naturwissenschaftlichen Abteilung der Deutschen Akademie der Naturforscher Leopoldina, deren Mitglied er ab 1959 war. Er erhielt 1980 die Verdienst-Medaille der Leopoldina.